# Дойл, Мэтт
Мэттью Финнен Дойл (англ. Matthew Finnen Doyle; род. 13 мая 1987 года, Ларкспер, Калифорния, США) — американский актёр и певец, обладатель премии Тони

## Биография

### Ранние годы
Мэтт Дойл родился 13 мая 1987 года в Ларкспере, Калифорния, США. После окончания местной средней школы «Редвуд» (Redwood High School) в течение года обучался театральному мастерству в Лондонской академии музыкального и драматического искусства, затем переехал в Нью-Йорк, где начал принимать участие в бродвейских постановках.

### Карьера
Известность и признание пришли к нему после участия в бродвейском мюзикле «Весеннее пробуждение». Осенью 2010 года Мэтт начал писать вместе с композитором Уиллом Ван Дайком. В 2011 году исполнил роль Гленна Мэнгэна (Джульетты) в фильме «Рядовой Ромео», который принимал участие во многих международных кинофестивалях. С 2012 года играл в мюзикле на тему религиозной сатиры «Книга мормона». В 2016 году сыграл одну из главных ролей в пилотном эпизоде сериала «Truth Slash Fiction».

### Личная жизнь
Будучи открытым геем, Мэтт Дойл принимал активное участие в акции против гомофобного буллинга «Всё изменится к лучшему». Сам актёр вспоминал: «Когда я был ребёнком, я тоже подвергался оскорблениям и физическому насилию в средней школе. Это было ужасно. Я был на грани суицида. Сейчас я смотрю на все это и не могу поверить, что со мной происходило всё это, но сейчас всё позади».

## Работы

### Фильмография
| Год       |     | Русское название          | Оригинальное название  | Роль               |
| --------- | --- | ------------------------- | ---------------------- | ------------------ |
| 2008—2011 | с   | Сплетница                 | Gossip Girl            | Джонатан Уитни     |
| 2009      | ф   | Ещё раз с чувством        | Once More with Feeling | Нонно в юности     |
| 2011      | ф   | Рядовой Ромео             | Private Romeo          | Гленн Мэнгэн       |
| 2015      | кор | Жизнь в свободном падении | Life in Free Fall      | Мэтт Дойл          |
| 2019      | с   | Кодекс                    | The Code               | лейтенант Гудэйкер |
| 2023      | с   | Сплетница                 | Gossip Girl            | Джонатан Уитни     |

### Видеоклипы
| Год  | Песня               | Ссылка | Примечание         |
| ---- | ------------------- | ------ | ------------------ |
| 2016 | Moment              |        |                    |
| 2019 | We Kiss In A Shadow |        | ft. Jelani Alladin |
| 2019 | Single City         |        | ft. Michael Mott   |